# Notogalumna africana
Notogalumna africana är en kvalsterart som beskrevs av Sandór Mahunka 1988. Notogalumna africana ingår i släktet Notogalumna och familjen Galumnidae. Inga underarter finns listade i Catalogue of Life.